# 黄嵋
黄嵋，江西南城人，是一名清朝政治人物。
黄嵋曾于1813年接替陈立纪任金山县知县一职，1814年由刘青藜接任。